# Leeküste
Leeküste wird als Begriff aus der Schifffahrt insbesondere beim Segeln verwendet. Die Leeküste befindet sich auf der dem Wind abgewandten Seite eines Schiffes. Da der Wind von der anderen Seite kommt, treibt er das Schiff auf die Küste zu. Diese Gefahr nennt der Seemann „auf Legerwall geraten“. Es ist ein ständiges Aufkreuzen des Schiffes gegen den Wind erforderlich, um zu verhindern, dass das Schiff unmittelbar vor der Küste auf Grund läuft.
Siehe auch: Luvstellung.